# Pachnobia banghaasi
Pachnobia banghaasi là một loài bướm đêm trong họ Noctuidae.